# Aneta Zbrzeźniak
Aneta Zbrzeźniak (ur. w Wołominie) - artystka Polskiego Baletu Narodowego. Wykształcenie zdobyła w Szkole Baletowej im. Romana Turczynowicza w Warszawie.
W roku 2000 została koryfejką PBN, od 2007 awansowana na stanowisko solistki.
Na scenie wykonywała między innymi partie solistyczne:
- Olgi w Onieginie Johna Cranko[1]
- Hipolity-Tytanii i Heleny w Śnie nocy letniej Neumeiera[1]
- Solistki Cieni w Bajaderze Natalii Makarowej[1]
- Luizy, Solistki-Śnieżynki i Księżnej Magicznej Latarni w Dziadku do Orzechów Toera van Schayka, i Wayne'a Eaglinga[1]
- Wróżki Beztroski, Kotka i Wróżki Szafirów w Śpiącej Królewnie Jurija Grigorowicza[1]
- Przyjaciółki Julii w Romeo i Julii Krzysztofa Pastora[1]
- Starej Matki w Zielonym Stole Kurta Joossa[1]
- Mlle Casacci w Casanovie w Warszawie Krzysztofa Pastora[1]